# Louis Panassié
Pour les articles homonymes, voir Panassié.
Louis Panassié, né le 29 mai 1934, est un cinéaste conférencier, fils du critique et historien du jazz Hugues Panassié.

## Biographie
Sur la route depuis 50 ans, il a commencé sa carrière dans les commandos-parachutistes de la Marine nationale, puis comme homme-grenouille et cascadeur. Il continue par un tour d'Afrique en Harley-Davidson, débuté au Moyen-Orient au moment de l'affaire de Suez. C'est là qu'il commence une carrière de cinéaste documentaire. Ce premier voyage est suivi par notamment un Paris-Saïgon en Land Rover, et ensuite divers documentaires sur Ceylan, le Québec, Israël, etc. et plus récemment sur les îles d'Hawaï.
En 1969, il a réalisé avec le concours de son père un documentaire musical sans équivalence, l'Aventure du jazz . En novembre 1972, le mensuel de jazz Hot Club de France a consacré l'intégralité de son numéro (n° 222) à ce film.

## Filmographie
- 1956/1957 : L'Afrique Insolite
- 1959/1960 : L'Asie quotidienne
- 1961/1962 : Hommes et paysages de Grèce
- 1964/1965 : Ceylan, l'île resplendissante
- 1966/1967 : Terres et peuples mexicains
- 1969/1972 : L'Aventure du jazz
- 1973 : La terre grecque et la Grèce orthodoxe
- 1976/1978 : L'Âme corse
- 1981/1982 : Splendeurs de la Bretagne
- 1985 : Terre d'Israël
- 1990/1991 : Splendeurs de la Provence
- 1996/1997 : Québec, je t'aime
- 2000/2001 : Les Corses autrement
- 2002/2003 : Hawaï, perle du Pacifique

## Ouvrages
- L'Âme corse, Presses de la Cité, coll. « Connaissance du monde », Paris, 1979  (ISBN 9782258005884)
- Hommes et paysages de Grèce, Société d'édition géographique et touristique, 1962

participation à :
- Thierry Maligne, Filmer le Jazz, Presses universitaires de Bordeaux, 2011.  (ISBN 978-2-86781-652-9).
  - « L'Aventure du Jazz : un film à quatre mains », p. 97-112.
  - « Documents : Correspondance inédite autour de l'Aventure du Jazz », p.113-145.